# Воля-Замбровська
Воля-Замбровська (пол. Wola Zambrowska) — село в Польщі, у гміні Замбрув Замбровського повіту Підляського воєводства.
Населення — 707 осіб (2011).
У 1975-1998 роках село належало до Ломжинського воєводства.

## Демографія
Демографічна структура станом на 31 березня 2011 року:
|          | Загалом | Допрацездатний вік | Працездатний вік | Постпрацездатний вік |
| -------- | ------- | ------------------ | ---------------- | -------------------- |
| Чоловіки | 355     | 79                 | 234              | 42                   |
| Жінки    | 352     | 81                 | 192              | 79                   |
| Разом    | 707     | 160                | 426              | 121                  |